# Metodología activa
Las metodologías activas, como las define López (2005), son “un proceso interactivo basado en la comunicación profesor-estudiante, estudiante-estudiante, estudiante-material didáctico y estudiante-medio que potencia la implicación responsable de este último y conlleva la satisfacción y enriquecimiento de docentes y estudiantes”. Sin embargo, el uso y la  utilidad de los métodos activos no se limita al ámbito de la educación formal, sino que se aplican también y sobre todo en ámbito de la educación no formal, siendo esta metodología la que fundamenta modelos de intervención tales como la animación sociocultural y la educación para el ocio y tiempo libre, tal y como lo  demuestra Ventosa y su equipo (2016)

## Características

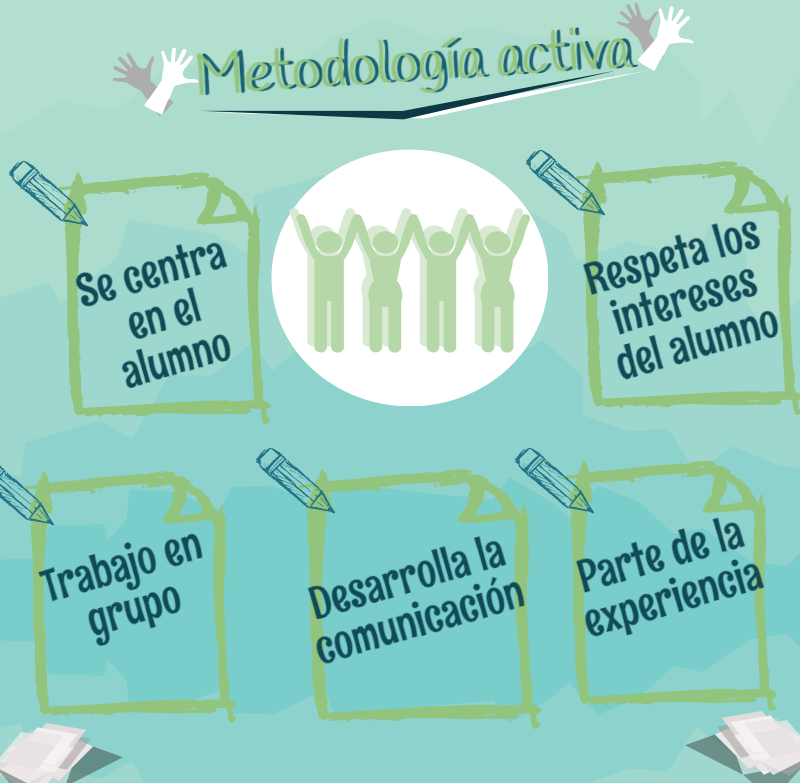
Características

- Los métodos activos se suelen definir  por oposición a los métodos pasivos o receptivos utilizados tradicionalmente en la enseñanza. Así, se caracterizan por tres rasgos fundamentales: actividad, participación y autodirección (Ventosa, 2012)[2]
- Es una enseñanza centrada en el estudiante. El aprendizaje es concebido como un proceso constructivo y no receptivo.
- El aprendizaje es autodirigido. Se trata de promover habilidades que permitan al estudiante juzgar la dificultad de los problemas, detectar si entendieron un texto, saber cuando utilizar estrategias alternativas para comprender la documentación y saber evaluar su progresión en la adquisición de conocimientos (Brunning 1995).
- La enseñanza debe tener lugar en el contexto de problemas del mundo real o de la práctica profesional, presentando situaciones lo más cercanas posibles al contexto profesional en que el estudiante se desarrollará en el futuro.

## Historia
Aunque parezca un concepto nuevo las metodologías activas están presentes a lo largo de la historia. Tanto autores (Pestalozzi, Herbart, Fröebel, Dewey, etc.) como instituciones (la Institución Libre de Enseñanza, la Escuela Nueva, la Escuela Única Republicana, etc.) ya utilizaban esta denominación.
A lo largo de la historia Sócrates criticó la educación tradicional griega, mientras Cicerón lo hizo con la romana y humanistas del Renacimiento como Erasmo –entre otros – se enfrentaron a la educación medieval; etapa esta última en la que la formación escolar romana fue sustituida por las escuelas de la iglesia.
En el siglo XVII se modifica la educación establecida en el siglo anterior, se da a las instituciones mayor amplitud, cambian los métodos, los programas y la disciplina se suaviza. Los métodos de enseñanza se hacen más racionales, se intenta dar una base psicológica a la educación; se empieza a emplear el método inductivo, no solo en las ciencias naturales sino en todas las áreas de conocimiento. Este proceso, lento en la práctica, sería la semilla que fructificaría durante el siglo siguiente.
Ya en el siglo XVIII Pestalozzi, influido por la visión de la naturaleza de Rousseau, se convirtió en el educador por excelencia; para unos, su trabajo con huérfanos y mendigos se podría considerar el inicio de la educación especial y, para otros, fue un defensor de la formación integral y del aprendizaje a través de la práctica y la observación. Pestalozzi defiende el estudio armónico desde la niñez, en lugar de establecer periodos separados en la vida consagrados cada uno a desarrollar una facultad; sigue la marcha de la naturaleza y cambia los métodos según el grado de desarrollo de la persona.
Fue a finales del siglo XIX y principios del XX cuando se inició un importante movimiento de renovación educativa y pedagógica conocido como Educación Nueva; una corriente que buscaba cambiar el rumbo de la educación tradicional para darle sentido activo al introducir nuevos estilos de enseñanza. El alumno se convierte en el centro del proceso educativo, se rechaza el aprendizaje memorístico y se fomenta el espíritu crítico a través del método científico. Los nuevos métodos en el siglo XX se caracterizan por una enseñanza cada vez menos expositiva y dogmática: las cosas en lugar de las palabras; el estudio por la observación personal en lugar del conocimiento por el maestro; la construcción real.

## Componentes de las metodologías activas
Estos principios educativos comunes a las metodologías activas de enseñanza llevan a presentar una serie de componentes en los cuales el estudiante afronta problemas que debe estructurar, y esforzarse, con ayuda del profesorado, por encontrar soluciones con sentido. Estos componentes se pueden sintetizar de la forma siguiente (Johnson et al 2000):
- El escenario: establece el contexto para el problema, caso o proyecto. A menudo le dice a los estudiantes qué función, rol o perfil profesional asumir cuando resuelven el problema (p. ej.: ustedes son un grupo de investigadores químicos, críticos de teatro, un programador de televisión…). A menudo el problema suele llevar un objeto de información que introduce a los estudiantes en el contexto del problema. Podría ser la noticia de un periódico, una imagen intrigante o un poema. A menudo el objeto informativo no contiene el problema en sí ni pistas para las direcciones a tomar dentro de un problema. Es más un elementos contextualizador y motivador, que crea una necesidad de aprendizaje.

- Trabajo en grupo: Los estudiantes trabajan asociados en pequeños grupos. Los grupos proporcionan un marco de trabajo en el cual los estudiantes pueden probar y desarrollar su nivel de comprensión. Ellos modelan también entornos de trabajo reales. La complejidad de los problemas puede llegar a ser tal que los miembros del grupo tendrán que repartirse las tareas para avanzar. Los estudiantes tienen una responsabilidad con el trabajo eficiente del grupo así como con el desarrollo de su aprendizaje individual.

- Solución de problemas: Los problemas planteados en un entorno de metodologías activas a menudo son complejos por naturaleza y necesitarán en general razonamiento e indagación. Estos problemas son indicadores, en muchas formas, de los tipos de problemas afrontados por los profesionales. Dependiendo del curso universitario se debe graduar la dificultad del problema, caso o proyecto, así como las instrucciones para su resolución.

- Descubrimiento de nuevos conocimientos: Con el fin de encontrar una solución con sentido, los estudiantes tendrán que buscar nuevos conocimientos. Desde el mismo comienzo los estudiantes deben determinar qué saben y qué necesitan saber para poder continuar. Las discusiones de grupo asocian este nuevo material con el marco de conocimiento que están tratando de construir.

- Basado en el mundo real: El énfasis principal es animar a los estudiantes a comenzar a pensar como profesionales desde el inicio de sus carreras, facilitando así la transición de la Universidad al puesto de trabajo. En muchos de los problemas, tanto teóricos como prácticos, los estudiantes encontrarán que no existe necesariamente una sola respuesta correcta, aunque sí leyes y modelos que forman el cuerpo teórico de la disciplina.
- Aprendizaje basado en proyectos:[3] fomenta el trabajo en equipo y la aplicación de los conocimientos.
- Aprendizaje cooperativo:[4] promueve la colaboración entre estudiantes, con lo que ello conlleva en cuanto al desarrollo de habilidades sociales.
- Enseñanza diferenciada: adapta las actividades y contenidos a las necesidades individuales del alumnado.[5]
- Gamificación:[6] aprender mediante juegos es otra de las propuestas que trae la LOMLOE consigo. A través de los juegos, el docente consigue despertar el interés en el alumnado y, por tanto, que esté más motivado y receptivo a la hora de aprender.

## ¿Qué pretende?
La metodología activa busca generar cambios significativos en el aula de clase, pues se busca dejar de lado la educación tradicional de tal forma que se modifique el pensamiento de que el  estudiante es una “caja vacía” que necesita ser llenada o alimentada con el conocimiento impartido por el profesor, quien es el que posee la verdad absoluta. 
Se quiere generar cambios en las estrategias de aprendizaje tipo memorísticas, de tal forma que se transforme en una educación que brinde a los estudiantes herramientas que puedan implementar en su vida diaria, al igual que se generen espacios de reflexión sobre lo aprendido. 
La metodología activa, se centra en la forma de aprender del estudiante, con el fin de aumentar la capacidad de retención y reflexión en donde el estudiante pueda proponer y construir. 
Ahora bien, Perkins, citado por Gálvez (2013), menciona la interacción de la persona con su entorno como un sistema de enseñanza que facilita el desarrollo de la metodología activa porque: 
- Permite la adquisición de aprendizajes haciendo uso intensivo de la información, los recursos físicos, la acción y la dependencia recíproca con los otros, desarrollando aptitudes e intereses.
- Toma en cuenta las fuentes de fácil acceso y considera los recursos físicos externos para la conservación de la información.
- Desarrolla una “inteligencia más apropiada”. Hace suyos los elementos que le ofrece el entorno.
- La persona logra un funcionamiento cognitivo más eficiente al utilizar los recursos que le brinda su entorno desde el punto de vista físico, social y simbólico para luego transformarlo.
- Da importancia a la colaboración y al trabajo en equipo. La persona piensa y recuerda socialmente intercambiando con otros, compartiendo información, puntos de vista e hipótesis.
- Desarrolla la capacidad de transferir aprendizajes. Aporta nueva información y posibilita la aplicación de nuevos conocimientos.
- Toma en cuenta los distintos tipos de inteligencia y estilos de aprendizaje.
- La satisfacción y enriquecimiento del docente y estudiante.

## Ventajas e inconvenientes

### Ventajas
- Transforma el aprendizaje en un auténtico y eficaz resultado de la educación.
- Se establece el cambio conceptual a través del compromiso y la participación.
- La enseñanza se convierte en función didáctica.
- Busca y halla la verdad, por medio de un aprendizaje por descubrimiento.
- Tiene una formación integral.
- Se basa en la observación y juicios sobre los hechos y acciones.
- Contiene todas las facultades mentales.
- Construye y/o genera conocimientos de forma autónoma.
- Excluye la enseñanza dogmática.
- Mejora el grado de retención de conceptos.
- Los estudiantes tienen criterio propio.
- Provoca motivación, porque permite aplicar diferentes métodos activos.
- Fomenta el paidocentrismo.

### Inconvenientes
- Ritmo de clase duro para el profesor.
- Difícil cubrir todo el material curricular.
- Resistencia, sobre todo al inicio, del alumnado a la metodología activa.
- Cambio del modelo de evaluación que se imagina el alumno.
- Provoca desorden e indisciplina, cuando las instrucciones son mal dadas y ejecutadas.
- Las malas relaciones interpersonales entre los escolares influye negativamente en la realización de actividades.
- Trabajo no equitativo.
- Pérdida de tiempo, cuando las actividades no están bien estructuradas.

## Nuevos roles

### Rol del estudiante
El estudiante construye su conocimiento a partir de pautas y lineamientos que da el docente. De tal forma que el estudiante es el responsable de su proceso de aprendizaje (Torres, 2019). 
Ahora bien, con la metodología activa, el estudiante debe desarrollar habilidades de búsqueda, selección, análisis y evaluación que le permitan construir conocimiento.
A través de la metodología activa, el estudiante aprende de manera autónoma y genera espacios que permiten construir conocimientos a su ritmo, de tal forma que brinde un aporte a la sociedad desde su saber. 
Es un agente activo en la planificación, desarrollo, adquisición y evaluación de la información.
Su participación es permanente y sus aportes son valorados constantemente.

### Rol del docente
Es el que planifica, diseña actividades y estrategias que permitan generar espacios de construcción del conocimiento a los estudiantes. 
Se convierte en un guía, pues planifica estrategias de enseñanza que brindan a los estudiantes herramientas para construir un conocimiento propio. El docente, debe conocer las debilidades y fortalezas, al igual que los intereses de cada uno pues de esta forma puede apoyar el aprendizaje. 
Papel de guía y mediador.

## Aspectos metodológicos
Es importante comprender que la metodología activa quiere que los estudiantes reflexionen acerca de lo aprendido, de tal forma que puedan adquirir habilidades como analizar, evaluar y generar criterios argumentativos que permitan sustentar su opinión frente a un tema determinado. Por esta razón es importante tener presente lo siguiente: 
- Desarrollo de un aprendizaje autónomo a través de actividades que promuevan el “aprender a aprender”.
- Con la metodología activa da se busca potenciar el trabajo en equipo de tal forma que se generen espacios de discusión y colaboración para construir escenarios de aprendizaje.
- Estrategias y recursos diseñadas por los docentes con el fin de fortalecer el aprendizaje autónomo.
- Uso de las tecnologías de la información y la comunicación (TIC[7]) en la implementación de la metodología, a través de las TIC se facilita el acceso y procesamiento de la información.

## Proceso de evaluación
En esta metodología de aprendizaje debe haber un control constante y permanente del desarrollo del alumnado por parte del profesor.
Esto permitirá a este último fortalecer los puntos clave para conseguir un desarrollo adecuado desde el punto de vista del proceso de aprendizaje y metodológico.
El Ministerio de Educación de Guatemala propone 3 tipos de técnicas de evaluación:
- Observación:
  - Rubricas.
  - Escalas de calificación.
  - Listas de cotejo.
- Desempeño:
  - Portafolios.
  - Diarios de clase.
  - Debates.
  - Ensayos.
  - Demostraciones.
  - Estudio de casos.
  - Mapas conceptuales.
  - Resolución de problemas.
  - Proyectos.
  - Textos paralelos.
  - Situaciones problema.
  - Preguntas.
- Pruebas objetivas:
  - Completamientos.
  - Pareamientos.
  - Ordenamientos.
  - Alternativas.
  - Selección múltiple.
  - Multiítem de base común.

## Metodologías activas y e-learning
El objetivo del aprendizaje electrónico o e-learning es permitir un aprendizaje flexible (a cualquier hora y lugar), interactivo (con comunicaciones y asincronías) y centrado en el estudiante con apoyo de tecnologías (Páramo, Mª. B.; Pérez, R. y Ruiz, F. J.,2016). 
Punto de partida es la emergencia de filosofías y perspectivas como el flipped classroom (clase invertida) y el bring your own device (BYOD), trae tu propio dispositivo.

### Recursos e-learning en las metodologías activas
Entre las metodologías activas que podemos destacar: BYOD, aprendizaje basado en proyectos (ABPry), aprendizaje basado en problemas (ABP), aprendizaje basado en tareas (TDL), aprendizaje cooperativo, aprendizaje colaborativo.
Cuentan con recursos educativos tales como webtasks, webquest, miniwebquest, caza del tesoro, mapas conceptuales, software social, aplicaciones móviles.